# سربسكا سرنيا
سربسكا سرنيا Српска Црња قرية تقع في شمال صربيا في الوسط الشرقي لمنطقة بانات بالقرب من الحدود مع رومانيا. وهي تقع في بلدية نوفا سربسكا في محافظة وسط بانات في إقليم فويفودينا